# Lindridge
Lindridge est une paroisse civile et un village du Worcestershire, en Angleterre.